# RMS Olympic
RMS Olympic là tàu hàng hải đầu tiên trong số ba con tàu hạng Olympic của hãng tàu White Star Line, cùng với Titanic và Britannic. Không như hai con tàu còn lại trong bộ, Olympic đã phục vụ trong nhiều năm (1911 đến 1935), bao gồm thời kỳ hoạt động trong vai trò tàu chở binh lính trong Chiến tranh thế giới thứ nhất. Trong một thời gian ngắn, Olympic là tàu viễn dương lớn nhất trên thế giới. Olympic là chiếc tàu duy nhất trong ba chị em đã hoàn tất công việc chở khách từ Southampton đến New York như đã dự kiến.

## Lịch sử
J. Bruce Ismay, chủ tịch hãng White Star Line, và William Pirrie, chủ tịch xưởng Harland and Wolff, vạch ra kế hoạch đóng những con tàu sang trọng để vượt qua hai con tàu lớn nhất của hãng Cunard, Lusitania và Mauretania, cả về kích thước lẫn độ xa hoa. Tàu Olympic được khởi công trước Titanic để giảm nhẹ áp lực cho xưởng tàu. Nhiều năm sau, Gigantic (đổi tên thành Britannic sau vụ chìm Titanic) được xây dựng với nhiều đổi khác với Titanic.

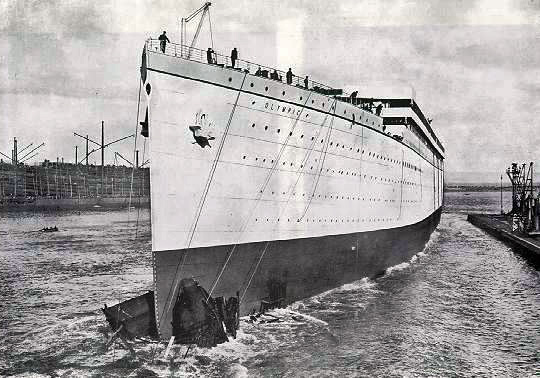
Olympic lúc hạ thủy.

Để cho phù hợp với quy mô các con tàu, Harland and Wolff đã nâng cấp xưởng tàu của họ lại; mà sự thay đổi đáng kể nhất là sự kết hợp của ba giàn đà trượt thành hai giàn lớn hơn. Tháng 12, 1908, sống tàu Olympic được đặt vào vị trí và đến ngày 20 tháng 10 năm 1910 thì con tàu được hạ thủy. Vào ngày hạ thủy, Olympic được sơn màu xám nhạt cho các mục đích chụp/vẽ ảnh (một truyền thống thông thường trong ngày đầu tiên của con tàu mới thuộc lớp tàu mới, nó sẽ làm cho con tàu có vẻ sáng và rõ hơn trong các hình trắng đen). Sau lễ hạ thủy, thân tàu được sơn lại.
Chuyến đi đầu tiên của con tàu bắt đầu ngày 14 tháng 6 năm 1911. Nhà thiết kế Thomas Andrews đã có mặt trong hành trình đến New York và trở về cùng với nhiều thợ máy, một phần của "Nhóm Bảo Đảm" của Harland and Wolff nhằm phát hiện những chỗ cần cải tiến hơn cho con tàu. Olympic có vẻ ngoài trông đẹp, mềm mại hơn các con tàu cùng thời: thay vì có các lỗ thông gió bên ngoài to kềnh càng, Harland and Wolff dùng các lỗ thông gió nhỏ kết hợp với quạt điện, và một ống khói "giả" thứ tư có chức năng lưu thông không khí và làm mát. Harland and Wolff sử dụng kết hợp các động cơ qua lại với trung tâm là tuốc-bin thấp áp, ngược lại với các động cơ hơi nước dùng trên Lusitania và Mauretania của Cunard'. White Star nói rằng bộ động cơ của các con tàu thuộc hạng Olympic tốt và kinh tế hơn các động cơ mở rộng hoặc tuốc-bin riêng lẻ. Olympic đốt chát 650 tấn than mỗi 24 giờ với tốc độ chạy 21.7 knot (41 km/h) trong chuyến đi đầu tiên, trong khi mỗi chiếc trong Lusitania và Mauretania sử dụng 1.000 tấn than trong cùng thời gian và với cùng vận tốc.

### Vụ va chạm vớiHawke
Tai nạn nghiêm trọng đầu tiên của Olympic xảy ra vào ngày 10 tháng 9 năm 1911, khi nó va chạm với tàu chiến Anh HMS Hawke ngoài Đảo Wight. Mặc dù hai trong số các khoang kín nước bị ngập và bị xoắn chân vịt trung tâm, Olympic vẫn chạy được về đến Southampton.
Tại cuộc điều tra sau đó, Hải quân Hoàng gia đã chỉ trích Olympic vì tai nạn này, cáo buộc rằng việc Olympic di chuyển đã tạo ra lực hút kéo Hawke về phía nó. Chỉ huy con tàu khi vụ va chạm xảy ra là thuyền trưởng Edward Smith, người bị mất tích một năm sau cùng với Titanic. Một nhân viên tàu, Violet Jessop, đã thoát nạn không chỉ trong vụ va chạm với Hawke mà còn trong vụ chìm tàu Titanic năm 1912 và Britannic, con tàu thứ ba của bộ, vào năm 1916.

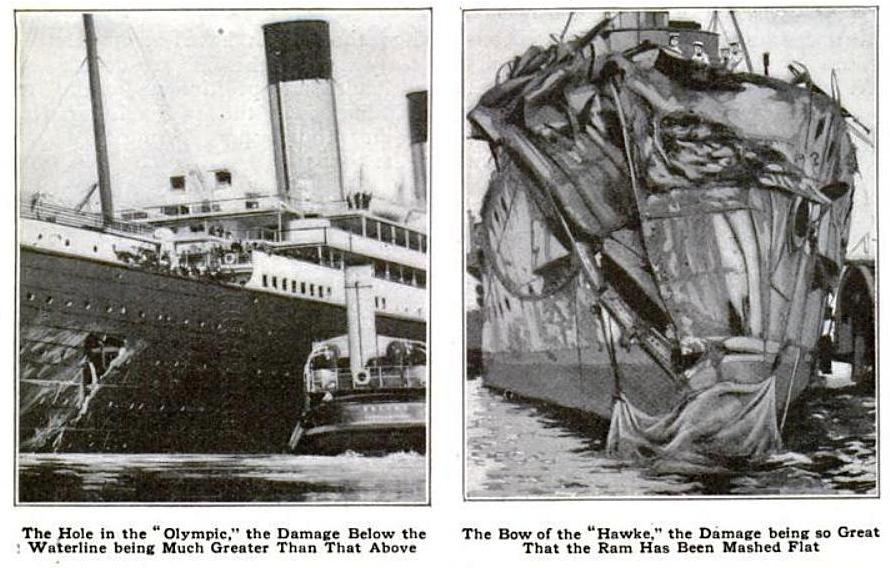
Các bức ảnh thể hiện độ hư hại của Olympic (trái) và Hawke (phải) sau vụ va chạm giữa chúng

Tai nạn Hawke đã trở thành một thảm họa tài chính với nhà điều hành Olympic, và việc con tàu ra khỏi dịch vụ vận chuyển đã khiến mọi việc tồi tệ hơn. Olympic trở lại Belfast, và để tăng tốc quá trình sửa chữa con tàu, Harland and Wolff đã buộc phải tạm hoãn công đoạn hoàn tất Titanic để sử dụng chân vịt của nó cho Olympic. Tháng hai năm 1912, Olympic mất một lá cánh chân vịt, và đã phải trở lại xưởng tàu để thay thế. Để đưa con tàu trở lại hoạt động nhanh nhất có thể, một lần nữa Harland & Wolff đã phải lấy nguyên liệu từ Titanic, hoãn chuyến đi đầu tiên của nó từ 20 tháng 3 năm 1912 đến 10 tháng 4 cùng năm.

### Thảm họaTitanic
Ngày 14 tháng 4 năm 1912, Olympic, dưới sự chỉ huy của Herbert James Haddock, sau khi nhận được bức điện cầu cứu từ Titanic, đã lên đường đến ứng cứu. Nhưng khi còn khoảng 100 dặm đến vị trí cuối cùng của Titanic, tàu RMS Carpathia của hãng Cunard điện báo rằng:
Hoàn toàn không còn hi vọng tìm kiếm vị trí Titanic. Leyland S. S. Californian đang tìm kiếm xung quanh. Cứu được khoảng 675 người, cả thủy thủ đoàn lẫn hành khách, hành khách gồm gần như chỉ phụ nữ và trẻ em. Titanic đã đắm khoảng 2:20 sáng, 5.47. GMT ở 41.16 độ bắc, 50.14 độ tây. Xin gửi cho White Star - cũng cho Cunard. Liverpool và New York - rằng tôi đang trở về New York. Xin cân nhắc điều này trên tất cả mọi điều.
"ROSTRON"

### "Vụ nổi loạn" năm 1912
Olympic, như Titanic, không mang theo đủ thuyền cứu sinh cho tất cả mọi người trên tàu, và đã được trang bị các thuyền vải bạt một cách vội vã trong lần trở về Anh của nó sau đó. Cuối tháng 4 năm 1912, khi Olympic chuẩn bị khởi hành từ Southampton đến New York, các nhân viên cứu hỏa của tàu đã đình công vì lo ngại rằng các xuồng cứu sinh vải bạt mới của con tàu không đủ điều kiện dùng trên biển. 40 thuyền vải bạt gấp mở được đã qua sử dụng, được chuyển đến từ các tàu chở binh lính, và một số chiếc thậm chí đã mục nát và không thể mở ra được. Các nhân viên này sau đó đã yêu cầu những nhà điều hành White Star Line thay thế chúng bằng các thuyền cứu sinh bằng gỗ; và nhận được câu trả lời rằng điều này là bất khả thi, và rằng các thuyền vải bạt đã được chứng nhận đủ điều kiện dùng bởi thanh tra Ban Thương mại. Họ không chấp nhận và bỏ việc.
Ngày 25 tháng 4, người đại diện của các nhân viên cứu hỏa đã chứng kiến cuộc thử nghiệm của bốn thuyền vải bạt. Chỉ có một là không đủ điều kiện và người này nói rằng họ đã sẵn sàng để đề nghị các nhân viên trở lại làm việc nếu con thuyền được thay. Các điều kiện được chấp nhận. Tuy nhiên người này cũng nói rằng họ sẽ không lên tàu Olympic đến khi những người phản đối họ bị thôi việc, điều này bị công ty từ chối. Các nhà điều hành công ty nói rằng họ thà bỏ chuyến đi còn hơn miễn nhiệm những người trung thành.
Tất cả 54 người làm loạn đã bị truy bắt vì cáo buộc gây rối loạn trật tự khi họ lên được bờ. Tuy nhiên, ngày 4 tháng 5 năm 1912, dù các cáo buộc được làm sáng tỏ, quan tòa Portsmouth vẫn thả những người này mà không cầm tù hay phạt tiền vì hoàn cảnh của vụ án. Phần đông những nhân viên lại trở lại làm việc trên Olympic và nó lại ra khơi vào ngày 15 tháng 5.

### Tái trang bị

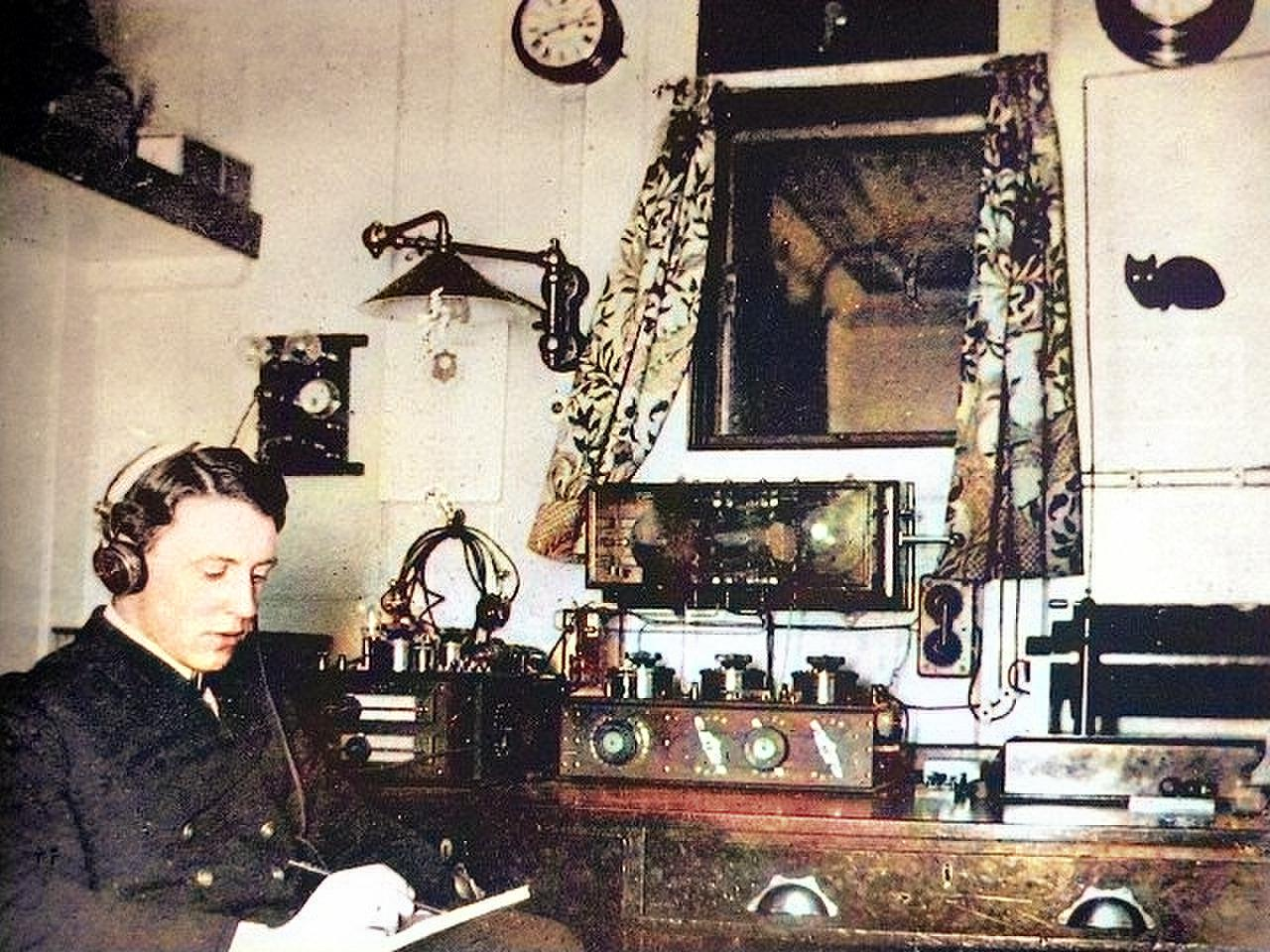
Phòng vô tuyến điện của Olympic năm 1913

Ngày 9 tháng 10 năm 1912, hãng White Star rút Olympic khỏi dịch vụ chuyên chở, quay về xưởng tàu để tái trang bị lại sau các bài học từ thảm họa Titanic. 64 thuyền cứu sinh bằng gỗ được lắp đặt lên tàu. Thêm vào đó, một ngăn kín nước được xây dựng giữa các phòng nồi hơi và buồng máy, một số ngăn kín nước được nâng cao tới boong B. Đồng thời, các thay đổi và bổ sung vào các khoang hành khách đã được thực hiện ở boong B, đòi hỏi phải tháo bỏ hành lang dạo chơi của khách trên tầng này - một trong các đặc điểm làm cho Olympic khác biệt so với các con tàu cùng bộ. Với các thay đổi này, tổng trọng tải Olympic được nâng lên 46.359 tấn, hơn Titanic 31 tấn.
Năm 1913, Olympic trở lại dịch vụ và lại giữ được danh hiệu tàu viễn dương lớn nhất, đến tháng 6 cùng năm thì bị SS Imperator soán ngôi.

### Chiến tranh thế giới thứ nhất

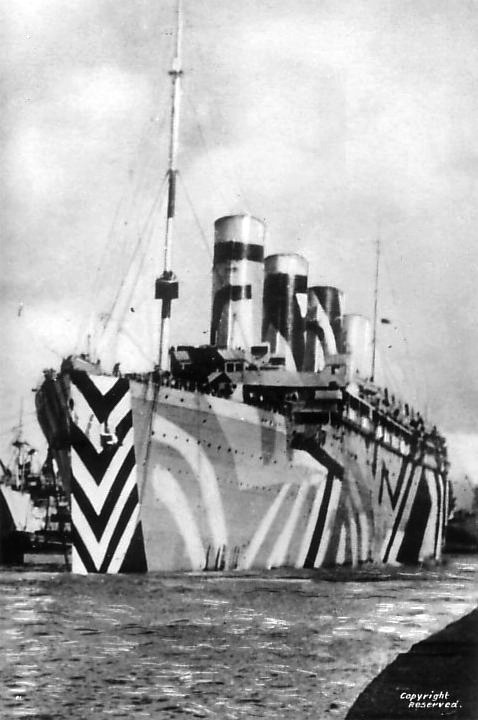
Olympic trong lớp sơn ngụy trang khi phục vụ trong Chiến tranh thế giới thứ nhất.

Trong Chiến tranh thế giới thứ nhất, Olympic vẫn hoạt động trong thời gian đầu dưới sự chỉ huy của thuyền trưởng Herbert James Haddock. Nó khởi hành từ New York vào ngày 20 tháng 10 năm 1914 đến Anh, chở rất ít hành khách, do các tàu ngầm Đức đã tuyên bố rằng sẽ đánh chìm Olympic nếu nhìn thấy nó và số lượng lớn hành khách đã hủy chuyến.

#### Tai nạnAudacious
Ngày thứ 6 trong hành trình, Hải quân Hoàng gia cảnh báo Haddock rằng bốn tàu ngầm U đang đuổi theo tàu ông và yêu cầu ông đi hướng bắc đến Glasgow thay vì tiếp tục thẳng tiến đến eo Manche. Ngày 27 tháng 10, Olympic, lúc này đang ở gần Lough Swilly, nhận được điện yêu cầu ứng cứu từ chiến hạm HMS Audacious, đã đâm phải thủy lôi ngoài đảo Tory và đang chìm dần.
Olympic cứu 250 trong số thủy thủ đoàn của Audacious, sau đó tàu khu trục HMS Fury lắp cáp kéo vào giữa Audacious và Olympic rồi họ đi tiếp về hướng tây đến Lough Swilly. Tuy nhiên dây cáp đã đứt khi Audacious đổi hướng không thành công. Nỗ lực thứ hai nhằm kéo con tàu chiến về bến được thực hiện, nhưng dây cáp đã bị rối vào chân vịt của HMS Liverpool và lại bị đứt, và lần cố gắng thứ ba cũng thất bại. 17:00, khi sân lái của Audacious ngập trong nước, người ta đã quyết định đưa các thủy thủ còn lại lên Olympic và Liverpool. 20:55, tàu Audacious chìm xuống sau khi một vụ nổ xảy ra trên tàu.
Đô đốc John Jellicoe, Tư lệnh Hạm đội Home đã nỗ lực ngăn chặn các báo đài đưa tin về vụ chìm Audacious, vì sợ rằng điều đó sẽ làm cho dân chúng Anh mất tinh thần, và đã yêu cầu Olympic bị tạm giữ tại Lough Swilly. Không có sự giao tiếp nào được cho phép và các hành khách cũng không được quyền rời khỏi con tàu. Những người duy nhất rời tàu là các thủy thủ của Audacious và bác sĩ phẫu thuật John Beaumont, người được đưa lên RMS Celtic. Vua sắt thép Charles M. Schwab, người đi trên tàu Olympic, nhắn tin cho Jellicoe rằng ông đang có vụ làm ăn quan trọng ở London với Hải quân, và Jellicoe đồng ý cho phép Schwab đi với điều kiện ông này không được hé môi lời nào về vận mệnh của Audacious. Cuối cùng, ngày 2 tháng 11, Olympic thẳng tiến đến Belfast, nơi đây họ cho hành khách xuống.

#### Dịch vụ Hải quân
Sau khi Olympic trở về Anh, hãng White Star Line định giữ con tàu lại cảng và chờ cho chiến tranh kết thúc. Tuy nhiên, tháng 9 năm 1915, con tàu đã bị trưng dụng bởi Hải quân, và nó trở thành một tàu chuyên chở binh lính. Trang bị các súng 12-pounder và 4.7-inch, con tàu HMT 2810 rời Liverpool vào ngày 24 tháng 9 năm 1915 chở binh lính đến Mudros, Hi Lạp cho chiến dịch Gallipoli. 1 tháng 10, Olympic cứu 34 người sống sót sau khi tàu của họ là Provincia bị đánh chìm bởi tàu ngầm U vào buổi sáng hôm đó ngoài khơi Cape Matapan.
Từ 1916 đến 1917, Olympic đã được sử dụng bởi Chính phủ Canada để vận chuyển quân từ Halifax, Nova Scotia đến Anh. Năm 1917, nó được trang bị súng 6-inch và được sơn một lớp sơn ngụy trang để gây khó khăn cho kẻ địch khi muốn quan sát tốc độ và hướng đi của nó. Khi Hoa Kỳ tuyên chiến với Đức vào năm 1917, Olympic đã chuyển hàng ngàn binh lính Mỹ đến Anh.

#### Vụ đánh chìm U-103
Khuya ngày 12 tháng 5 năm 1918, khi đang chở binh lính thẳng tiến đến Pháp, tàu Olympic dưới sự chỉ huy của thuyền trưởng Bertram Fox Hayes, nhìn thấy một tàu ngầm U nổi trên mặt nước cách 500 m. Các pháo thủ trên tàu đồng loạt bắn một lượt, và Olympic tiến đến đâm vào con tàu ngầm, làm nó hư hỏng ngay. Gần như ngay sau đó Olympic đâm vào con tàu tại phía sau đài chỉ huy và chân vịt bên trái nó cắt ngang thân con tàu. Thủy thủ U-103 vội vã rời tàu. Đây là vụ tai nạn duy nhất trong Chiến tranh thế giới thứ nhất trong đó một tàu khách đánh chìm tàu chiến đối phương. Olympic trở về Southampton với ít nhất hai tấm vỏ bị thủng và mũi tàu xoắn sang một bên, nhưng không thủng.
Olympic không dùng lại để cứu những người sống sót mà trực chỉ Cherbourg. Tàu USS Davis nhìn thấy ánh lửa cầu cứu và cứu sống 31 người của U-103. Sau đó người ta phát hiện rằng U-103 đang chuẩn bị phóng ngư lôi vào Olympic khi nó nhìn thấy tàu này, nhưng thủy thủ đã không thể nhấn nước hai ống ngư lôi phía đuôi tàu.
Trong chiến tranh, Olympic đã vận chuyển 201.000 binh lính và các sĩ quan khác, sử dụng 347.000 tấn than và vượt hơn 296.000 km. Sự phục vụ ấn tượng này đã mang về cho Olympic biệt danh Old Reliable (tạm dịch: Cụ già cao thủ).

### Sau chiến tranh

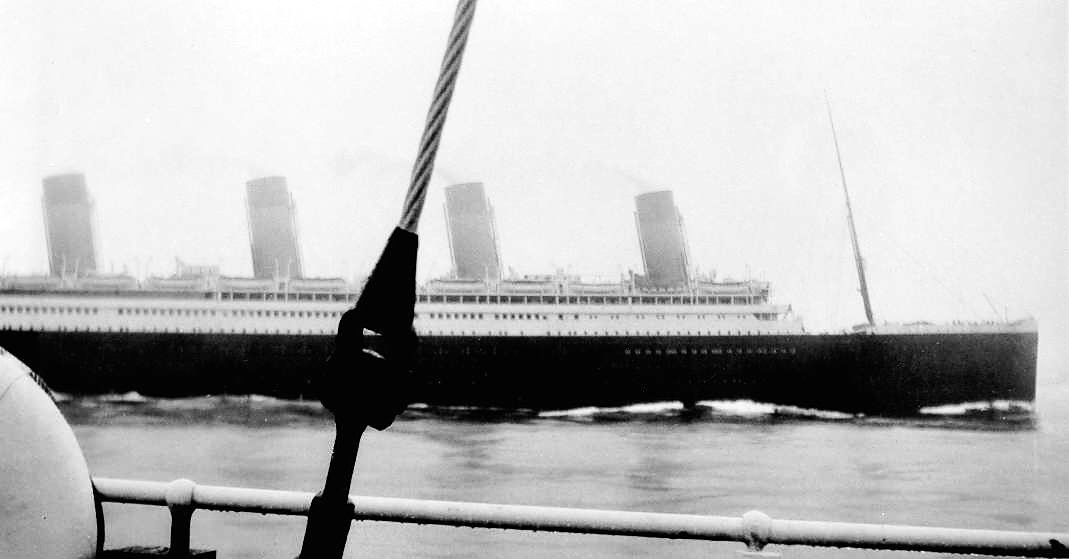
Olympic năm 1934

Tháng 8 năm 1919, Olympic quay về Belfast để phục hồi cho dịch vụ vận chuyển hành khách. Nội thất bên trong con tàu được hiện đại hóa và các nồi hơi được chuyển đổi để đốt dầu, thay vì đốt than. Dù dầu đắt tiền hơn than nhưng nó rút ngắn thời gian tiếp nhiên liệu từ vài ngày xuống vài giờ, và cho phép giảm số lượng nhân viên buồng máy từ 350 xuống còn 60 người. Trong quá trình chuyển đổi tại bến cạn, một vết lõm với lỗ thủng được phát hiện bên dưới đường mớn nước. Sau đó người ta kết luận rằng một quả ngư lôi không phát nổ đã gây ra vết này.
Sau quá trình sửa đổi, tổng khối lượng Olympic tăng lên 46.439 tấn, đưa con tàu đến danh hiệu con tàu nổi lớn nhất của Anh, dù Aquitania của Cunard có dài hơn một chút. Năm 1920, Olympic quay lại dịch vụ vận chuyển, và trong một chuyến hải hành cùng năm, nó đã chở 2.403 hành khách. Cùng tham gia với các tàu khách Đức cũ, Majestic và Homeric, ba con tàu tạo thành một dịch vụ vận chuyển tốc hành từ năm 1922, và tiếp tục thành công cho đến khi cuộc Đại khủng hoảng bùng nổ năm 1930.
Vào 1929, boong dành cho khách hạng nhất của Olympic được cải tiến: thêm nhiều nhà tắm, một sàn khiêu vũ được thêm vào nhà hàng hạng nhất, và một số phòng riêng mới được lắp đặt lên boong B. Nhiều cải tiến cũng được thêm vào trong lần sửa đổi sau đó, nhưng 1929 là năm mà Olympic đạt được lượng khách trung bình cao nhất kể từ 1925.
Một trong những điểm hấp dẫn của Olympic là nó gần như tương tự với Titanic, và một số hành khách du lịch trên Olympic như một cách gián tiếp tham gia vào hành trình của con tàu chị em xấu số của Olympic.
Cuối 1932, với lượng hành khách suy giảm, Olympic trở về cho một cuộc đại tu. Nó trở lại dịch vụ chuyên chở vào tháng 3 năm 1933 với lời miêu tả của ông chủ: "trông như mới." Các động cơ của Olympic hoạt động hết công suất và nó liên tục phá vỡ các kỷ lục về tốc độ với các vận tốc thường hơn 23 hải lý/giờ, mặc dù tốc độ trung bình của tàu khi vận chuyển thông thường không đạt mức đó. Sức chứa hành khách của Olymic lúc này là 618 khách hạng nhất, 447 khách hạng hai và chỉ có 382 khách hạng ba do sự giảm sút về số lượng của hành khách hạng này. 1933 đã là năm tồi tệ nhất trong lịch sử vận chuyển của Olympic - tổng cộng chỉ vận chuyển chưa đến 10.000 hành khách.
Năm 1934, Olympic lại một lần nữa gây tai nạn. Ngày 15 tháng 5, Olympic, trong sương mù dày đặc, đang tiến vào cảng theo chỉ dẫn vô tuyến của Nantucket Lightship LV-117. Lúc này con tàu, dưới sự chỉ huy của thuyền trưởng John Binks, đã không thể tránh kịp và đâm vào con tàu nhỏ, làm nó vỡ tan rồi chìm nghỉm. Bốn trong số các thuyền viên đã chìm cùng tàu và bảy người được cứu, trong đó. Ba trong số những người sống sót đã được phỏng vấn bởi đoàn phim thời sự ngay sau tai nạn.

### Nghỉ hưu

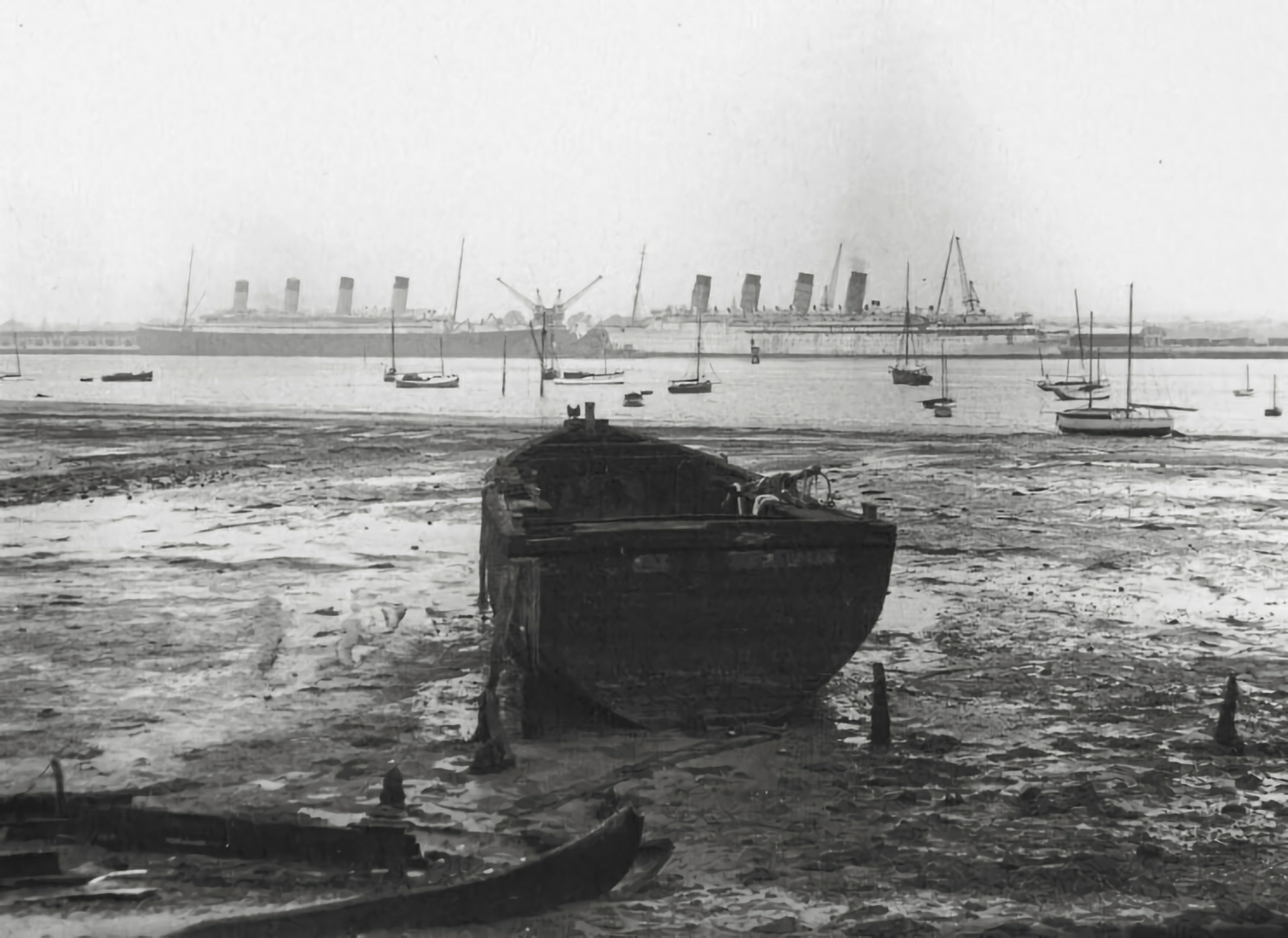
Olympic (trái) và Mauretania (phải, sơn trắng) đậu tại Southampton chờ tháo gỡ.

Năm 1934, White Star Line sáp nhập với Cunard Line theo các nỗ lực vận động của Chính phủ Anh. Vụ sáp nhập này đã tạo đủ nguồn vốn để hoàn tất con tàu sau này - RMS Queen Mary. Cunard White Star sau đó bắt đầu cho nghỉ hưu các con tàu lớn, phần nhiều là tàu của hãng White Star cũ. Olympic bị đưa ra khỏi dịch vụ từ 1935 và bán cho John Jarvis với giá 100.000 Bảng Anh để tháo gỡ một phần tại Jarrow, cung cấp việc làm cho người vùng này. Năm 1937, Olympic được kéo đến Inverkeithing đến T.W. Ward cho các công đoạn tháo gỡ cuối cùng.

## Olympicngày nay

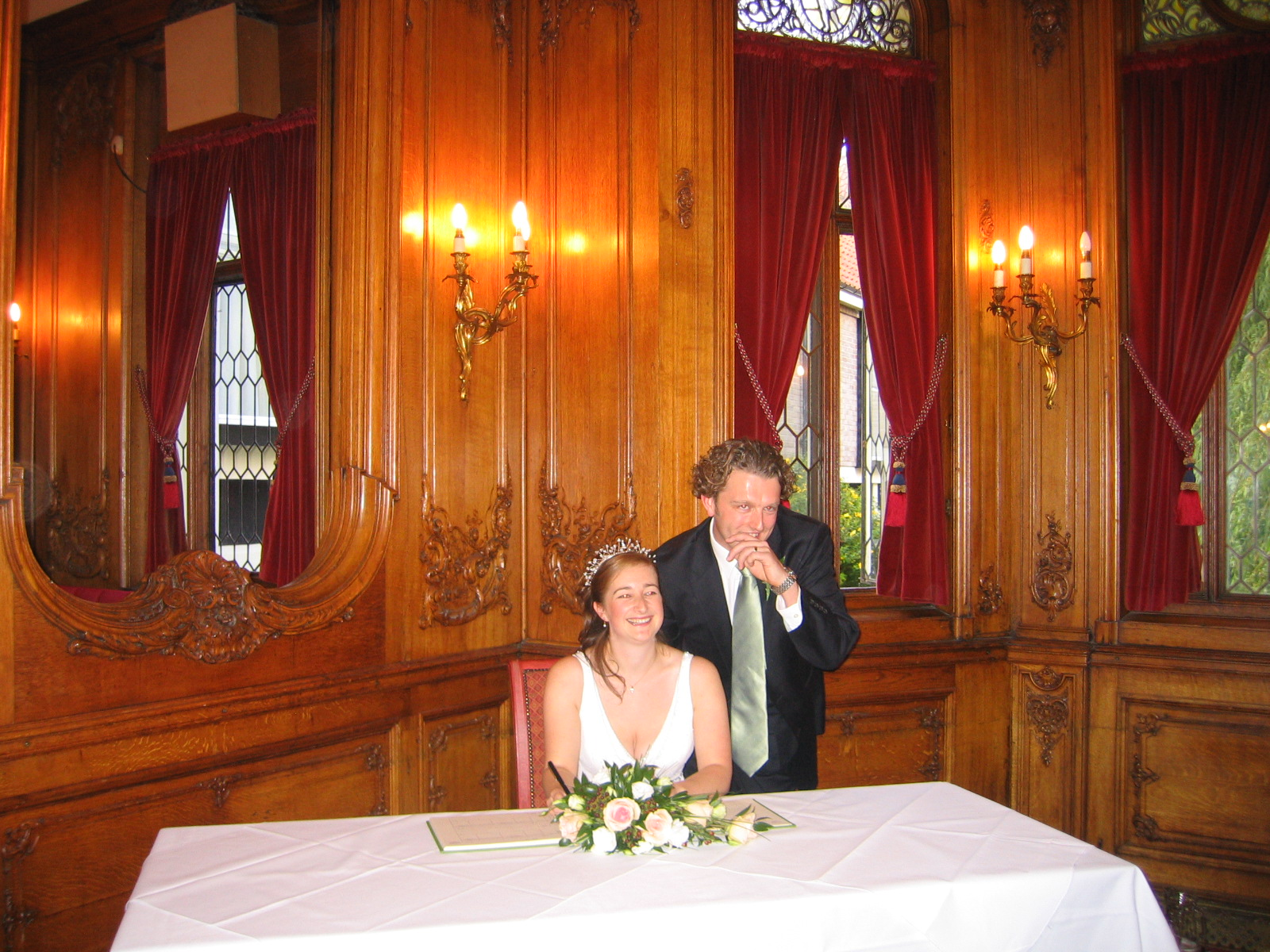
Các trang trí nội thất của Olympic trong khách sạn White Swan.

Các sản phẩm nội thất của Olympic đã được lấy ra ngay trước khi con tàu bị tháo gỡ; một số vật như ghế tựa của khách hạng nhất, một phần cầu thang chính có thể tìm thấy trong Khách sạn White Swan, ở Alnwick, Northumberland, Anh. Một số phần còn lại được đưa đến nhà máy sơn Haltwhistle, và trong rải rác các nhà ở khắp nước Anh.
Năm 2000, Celebrity Cruises mua lại một số tấm gỗ của Olympic để lắp đặt lên Nhà hàng RMS Olympic trên con tàu mới của họ, Millennium.
Năm 2004, trong Bảo tàng Titanic ở Branson, Missouri, Hoa Kỳ, một phòng hạng nhất từ Olympic được trưng bày để làm ví dụ cho kiểu cách nội thất bên trong con tàu.
Chiếc đồng hồ 'Danh dự và Vinh quang Tôn vinh Thời gian' đặt tại cầu thang chính của Olympic được trưng bày tại Bảo tàng Maritime ở Southampton.